# Discografia de Mulheres Perdidas
A banda Mulheres Perdidas possui uma discografia de 7 volumes oficiais, sendo 6 em estúdio e 1 ao vivo e 1 DVD oficial ao vivo, além de diversos álbuns promocionais.

## Salve o Nosso Amor
"Salve o Nosso Amor" é o álbum de estréia do grupo, lançado no ano de 2002.
| N.º            | Título                                | Compositor(es)                                   | Duração |  |
| 1.             | "Resumo do CD"                        |                                                  | 9:07    |  |
| 2.             | "Salve o Nosso Amor" (I Remember You) | Dave Sabo; Rachel Bolan (Versão: Gilton Andrade) | 3:58    |  |
| 3.             | "O Prisioneiro"                       | Osvaldo Silva                                    | 4:16    |  |
| 4.             | "Pare e Pense" (Body To Body)         | B. Howard; I. Saulsky (Versão: Gilton Andrade)   | 3:53    |  |
| 5.             | "Não Vou Te Deixar" (Love Hurts)      | Boldleaux Bryant (Versão: Gilton Andrade)        | 3:39    |  |
| 6.             | "Leilão"                              | Chrystian Lima; Ivo Lima                         | 4:16    |  |
| 7.             | "Decisão"                             | Chrystian Lima; Ivo Lima                         | 3:51    |  |
| 8.             | "E o Lento Levou" (part. Berg Rabelo) | Chrystian Lima; Ivo Lima                         | 4:14    |  |
| 9.             | "Don't Go"                            | Chrystian Lima                                   | 3:38    |  |
| 10.            | "Sem Pensar" (Crash! Boom! Bang!)     | Per Gerssle (Versão: Gilton Andrade)             | 5:01    |  |
| 11.            | "Mulheres Perdidas"                   | Luiz Fidélis                                     | 3:42    |  |
| Duração total: | Duração total:                        | Duração total:                                   | 49:35   |  |

## Por Que Te Amo?
O segundo álbum, intitulado "Por Que Te Amo?", foi lançado no ano de 2003.
| N.º            | Título                                                          | Compositor(es)                                       | Duração |  |
| 1.             | "Abertura"                                                      |                                                      | 0:17    |  |
| 2.             | "Por Que Te Amo?" (Pride "In The Name Of Love")                 | U2 (Versão: Gilton Andrade)                          | 3:51    |  |
| 3.             | "Amor de Rapariga"                                              | Rafaella Liz                                         | 3:45    |  |
| 4.             | "Pot-Pourri: Não Faça Jamais Como Eu Fiz / O Julgamento"        | Moisés Manoel; Sebastião Silva; Walter José de Souza | 5:49    |  |
| 5.             | "A Gostosona"                                                   | João Gonçalves; José Victor                          | 3:26    |  |
| 6.             | "Pot-Pourri: Eu Sou Seu Fã / Menininha Meu Amor / Meu Ex-Amor"  | Amado Batista; Reginaldo Sodré                       | 3:38    |  |
| 7.             | "Pot-Pourri: Chuva de Paixão / Estrela Dourada"                 | Beto Caju; Marquinhos Maraial                        | 4:03    |  |
| 8.             | "Não Vá Embora"                                                 | Gilton Andrade                                       | 3:57    |  |
| 9.             | "Pot-Pourri: História de Amor / 40 Graus"                       | Chrystian Lima; Ivo Lima                             | 4:22    |  |
| 10.            | "Pot-Pourri: O Prisioneiro / A Filha de Ester"                  | Osvaldo Silva Osvaldo Silva                          | 6:04    |  |
| 11.            | "Pot-Pourri: Coração Está Em Pedaços / Faz Mais Uma Vez Comigo" | Zezé Di Camargo; César Augusto                       | 5:36    |  |
| Duração total: | Duração total:                                                  | Duração total:                                       | 49:35   |  |

## Declaração de Amor
O terceiro álbum, intitulado "Declaração de Amor", foi lançado no ano de 2004.
| N.º            | Título                                                                   | Compositor(es)                                                | Duração |  |
| 1.             | "Perdi Você Pra Quem?" (New Year's Day)                                  | U2 (Versão: Gilton Andrade)                                   | 5:14    |  |
| 2.             | "Por Que Mudou Minha Vida? (Part. Silvânia Aquino)" (Right Here Waiting) | Richard Marx (Versão: Gilton Andrade)                         | 4:00    |  |
| 3.             | "Tente me Entender"                                                      | Cleber Camargo                                                | 4:07    |  |
| 4.             | "Pot-Pourri: Carne-Mijada / 0800"                                        | Pedro Joseph; Fernando Gusmão                                 | 4:29    |  |
| 5.             | "Ela Chorou de Amor"                                                     | Rick                                                          | 3:43    |  |
| 6.             | "Declaração de Amor"                                                     | Chrystian Lima; Edu Luppa                                     | 3:19    |  |
| 7.             | "O Chicotinho"                                                           | Gilton Andrade; Chrystian Lima                                | 3:50    |  |
| 8.             | "Tô Ligando" (A Little Respect)                                          | Andy Bell; Vince Clark (Versão: Cleber Camargo)               | 3:53    |  |
| 9.             | "Adeus, Bye Bye" (She Made Me Cry)                                       | Helio Santisteban; Oswaldo Malagutti (Versão: Gilton Andrade) | 3:30    |  |
| 10.            | "Eu Te Amo, Amor" (Do I have To Cry For You?)                            | Nick Carter; Brian Kierulf (Versão: Gilton Andrade)           | 2:57    |  |
| 11.            | "Louco Pra Te Amar" (Straight From The Heart)                            | Eric Kagna (Versão: Gilton Andrade)                           | 3:32    |  |
| 12.            | "Se Gosta de Mim"                                                        | Marcelo Silva                                                 | 4:12    |  |
| Duração total: | Duração total:                                                           | Duração total:                                                | 46:44   |  |

## Meu Patrão
O quarto álbum, intitulado "Meu Patrão", foi lançado no ano de 2004.
| N.º            | Título                                      | Compositor(es)                                                       | Duração |  |
| 1.             | "Resumo"                                    |                                                                      | 8:33    |  |
| 2.             | "Meu Patrão"                                | Chrystian Lima;Beto Caju                                             | 3:37    |  |
| 3.             | "Apaixonado em Dobro" (Part. Daniel Diau)   | Chrystian Lima; Beto Caju                                            | 3:28    |  |
| 4.             | "Quem Mais Te Amou" (That I Would Be Good)  | Alanis Morissette (Versão: Gilton Andrade)                           | 4:02    |  |
| 5.             | "Um Mar de Amor"                            | Jorge Dyra                                                           | 3:48    |  |
| 6.             | "Eu Te Amo Demais" (This Ain't a Love Song) | Jon Bon Jovi; Richie Sambora; Desmond Child (Versão: Gilton Andrade) | 3:35    |  |
| 7.             | "É Sofrer Demais" (Lonely Is The Night)     | Albert Hammond; Diane Warren (Versão: Gilton Andrade; Beto Caju)     | 4:01    |  |
| 8.             | "Eu Me Apaixonei" (November Rain)           | Axl Rose (Versão: Cláudio Matos)                                     | 4:35    |  |
| 9.             | "Vida de Rainha"                            | Chrystian Lima; Ivo Lima                                             | 3:22    |  |
| 10.            | "Baby, Bye Bye"                             | Maurício Flávio                                                      | 3:55    |  |
| 11.            | "Separação"                                 | Maurício Flávio                                                      | 4:09    |  |
| 12.            | "Explodiu no Brasil"                        | Elivandro Cuca                                                       | 3:48    |  |
| 13.            | "A Boa"                                     | Gilton Andrade                                                       | 3:47    |  |
| 14.            | "Linda, Linda"                              | Gilton Andrade                                                       | 2:38    |  |
| Duração total: | Duração total:                              | Duração total:                                                       | 57:16   |  |

## Em Plena Lua de Mel
O quinto álbum, intitulado "Em Plena Lua de Mel", foi lançado no ano de 2005 e possui duas versões.

### 1ª Edição
| N.º            | Título                                | Compositor(es) | Duração |  |
| 1.             | "Resumo"                              | | 7:24    |  |
| 2.             | "Se Quiser é Assim"                   | Chrystian Lima Ivo Lima Gilton Andrade                                                                            | 3:13    |  |
| 3.             | "No Bares da Cidade"                  | Rick | 3:50    |  |
| 4.             | "Volte Amor"                          | Antônio o Clone                                                                                                   | 3:33    |  |
| 5.             | "Eu Não Sou de Pedra (Perdoa-me)"     | Kelvis Duran | 4:14    |  |
| 6.             | "Em Plena Lua de Mel"                 | Cleyton; Cleide                                                                                                   | 3:44    |  |
| 7.             | "Não Me Diga Não" (Where Are You Now) | Darrell Sweet; Peter Agnew; Dan McCafferty; Manny Charlton; Billy Rankin (Versão: Gilton Andrade; Chrystian Lima) | 3:36    |  |
| 8.             | "Telefona"                            | Luiz Compania | 3:18    |  |
| 9.             | "Explica-me"                          | Gilton Andrade; Chrystian Lima                                                                                    | 3:20    |  |
| 10.            | "A Perigo"                            | Gilton Andrade; Chrystian Lima                                                                                    | 2:58    |  |
| 11.            | "De Que Vale a Riqueza?"              | Antônio o Clone                                                                                                   | 2:58    |  |
| Duração total: | Duração total:                        | Duração total: | 42:10   |  |

### 2ª Edição
A diferença desta edição para a anterior, é a entrada dos vocalista Marlus Viana e Karine Melo.
| N.º            | Título                                | Compositor(es)                                                                                                   | Duração |  |
| 1.             | "Resumo do CD"                        | | 8:40    |  |
| 2.             | "Se Quiser é Assim"                   | Chrystian Lima; Ivo Lima; Gilton Andrade                                                                         | 3:13    |  |
| 3.             | "Volta Pra Mim"                       | Cleberson Horsth; Ricardo Feghali                                                                                | 3:20    |  |
| 4.             | Sem título                            | Rick | 3:50    |  |
| 5.             | "De Vale a Riqueza"                   | Antônio o Clone                                                                                                  | 2:58    |  |
| 6.             | "Eu Não Sou de Pedra (Perdoa-me)"     | Kelvis Duran | 4:14    |  |
| 7.             | "Linda Demais"                        | Kiko; Tavinho Paes                                                                                               | 3:22    |  |
| 8.             | "Volte Amor"                          | Antônio o Clone                                                                                                  | 3:33    |  |
| 9.             | "Em Plena Lua de Mel"                 | Cleyton; Cleide                                                                                                  | 3:44    |  |
| 10.            | "Não Me Diga Não" (Where Are You Now) | Peter Agnew; Manuel Charlton; William Mccafferty; Darrell Anthony Sweet; (Versão: Gilton Andrade/Chrystian Lima) | 3:36    |  |
| 11.            | "Telefona"                            | Luiz Compania | 3:18    |  |
| 12.            | "Explica-me"                          | Gilton Andrade; Chrystian Lima                                                                                   | 3:20    |  |
| 13.            | "A Perigo"                            | Gilton Andrade; Chrystian Lima                                                                                   | 2:58    |  |
| Duração total: | Duração total:                        | Duração total:                                                                                                   | 50:07   |  |

## A 40 Graus
A 40 Graus é o sexto e último álbum oficial de estúdio, lançado em 2006.
| N.º            | Título                | Compositor(es)                         | Duração |  |
| 1.             | "Aprendi a Viver"     | Chrystian Lima; Ivo Lima; Beto Caju    | 3:13    |  |
| 2.             | "Nunca Mais"          | Zélia Santti; Emanuel Dias; Neide Dias | 3:13    |  |
| 3.             | "Chupetinha"          | Marquinhos Maraial; Edu Luppa          | 2:59    |  |
| 4.             | "Safadão"             | Marquinhos Maraial; Edu Luppa          | 2:58    |  |
| 5.             | "O Rei do Cabaré"     | Dejobson                               | 2:34    |  |
| 6.             | "Gato e Sapato"       | Raied Neto                             | 3:02    |  |
| 7.             | "40 Graus"            | Chrystian Lima; Ivo Lima               | 3:09    |  |
| 8.             | "O Sol e o Vaga-lume" | César Salles; Licy Hellen              | 3:38    |  |
| 9.             | "Sociedade Não"       | Zélia Santti                           | 2:59    |  |
| 10.            | "O Troco"             | Chrystian Lima; Ivo Lima               | 3:26    |  |
| 11.            | "Não Vá Embora"       | Gilton Andrade                         | 3:01    |  |
| 12.            | "Decisão"             | Chrystian Lima; Ivo Lima               | 3:15    |  |
| 13.            | "Doidinha Por Forró"  | Zélia Santti                           | 2:50    |  |
| 14.            | "A Primeira Vista"    |                                        |         |  |
| Duração total: | Duração total:        | Duração total:                         | 43:36   |  |

## O Show da Vida (Ao Vivo)
O sétimo álbum é o áudio extraído do primeiro DVD, intitulado "O Show da Vida (Ao Vivo)", lançado no ano de 2007.
| N.º            | Título                                                | Duração |  |
| 1.             | "O Show da Vida"                                      | 3:29    |  |
| 2.             | "O Grande Amor da Minha Vida"                         | 3:51    |  |
| 3.             | "Foi Você"                                            | 3:21    |  |
| 4.             | "Chupetinha"                                          | 4:06    |  |
| 5.             | "Rendida e Arrependida"                               | 3:02    |  |
| 6.             | "Amor de Rapariga"                                    | 3:01    |  |
| 7.             | "Eu Me Rendo"                                         | 3:35    |  |
| 8.             | "3 Em 1"                                              | 3:15    |  |
| 9.             | "Daqui Pra Frente"                                    | 3:09    |  |
| 10.            | "Vício Louco"                                         | 3:34    |  |
| 11.            | "Vai Querer Voltar?"                                  | 3:31    |  |
| 12.            | "Coração Juiz"                                        | 3:12    |  |
| 13.            | "E Aí?"                                               | 2:57    |  |
| 14.            | "O Bam Bam Bam"                                       | 3:07    |  |
| 15.            | "A Gostosona"                                         | 2:55    |  |
| 16.            | "Som e Imagem"                                        | 3:24    |  |
| 17.            | "Chupetinha (Elétrica)"                               | 3:31    |  |
| 18.            | "O Grande Amor da Minha Vida (Part. Paulinha Abelha)" | 3:51    |  |
| Duração total: | Duração total:                                        | 1:00:53 |  |